# Les Hautes solitudes
Les Hautes solitudes je francouzský černobílý film z roku 1974, který režíroval Philippe Garrel podle vlastního scénáře. Hlavní roli v něm hraje Jean Seberg, vedle se v něm představili ještě Nico, Tina Aumont a Laurent Terzieff. Herci jsou v něm vždy v jedné místnosti a občas na něco zareagují. Jde o němý film.